# Стефан Мугоша
Стефан Мугоша (серб. Stefan Mugoša, нар. 26 лютого 1992) — чорногорський футболіст, нападник клубу «Віссел Кобе».
Виступав, зокрема, за клуби «Будучност» та «Мюнхен 1860», а також національну збірну Чорногорії.

## Клубна кар'єра
У дорослому футболі дебютував 2009 року виступами за команду клубу «Будучност», в якій провів чотири сезони, взявши участь у 74 матчах чемпіонату. 
Своєю грою за цю команду привернув увагу представників тренерського штабу клубу «Младост», до складу якого приєднався 2013 року. Відіграв за Відіграв за наступний сезон своєї ігрової кар'єри. Більшість часу, проведеного у складі У складі, був основним гравцем атакувальної ланки команди. У складі У складі був одним з головних бомбардирів команди, маючи середню результативність на рівні 0,52 голу за гру першості.
У 2014 році уклав контракт з клубом «Кайзерслаутерн», у складі якого провів наступні жодного років своєї кар'єри гравця. 
Протягом 2015 року захищав кольори команди клубу «Ерцгебірге Ауе».
Від того ж року два сезони захищав кольори команди клубу «Мюнхен 1860». 
До складу клубу «Карлсруе СК» приєднався 2017 року. Відтоді встиг відіграти за клуб з Карлсруе 6 матчів в національному чемпіонаті.

## Виступи за збірні
У 2008 році дебютував у складі юнацької збірної Чорногорії, взяв участь у 7 іграх на юнацькому рівні, відзначившись 3 забитими голами.
Протягом 2012–2015 років залучався до складу молодіжної збірної Чорногорії. На молодіжному рівні зіграв у 16 офіційних матчах, забив 8 голів.
У 2014 році дебютував в офіційних матчах у складі національної збірної Чорногорії. Наразі провів у формі головної команди країни 12 матчів, забивши 1 гол.

## Титули і досягнення
- Футболіст року в Чорногорії: 2010